# Santuari de Sant Pere del Bosc
Santuari de Sant Pere del Bosc és una església del municipi de Lloret de Mar (Selva) que forma part de l'Inventari del Patrimoni Arquitectònic de Catalunya. Es troba al mig d'una zona boscosa de la Serra de Marina.

## Descripció
És un edifici de grans dimensions, aïllat, de tres plantes i terrassa, i format per la capella, l'estada, l'asil i diverses dependències al voltant d'una plaça amb un monument al reformador del lloc a finals del segle xix, Nicolau Font. L'edifici religiós és d'estil neogòtic, amb obertures ogivals i campanar amb pinacle estilitzat. La seva estructura és de tres naus, i la central és més alta que les laterals. A banda i banda de l'església hi ha una gran construcció porticada de dues plantes i golfes que fou la residència particular de Nicolau Font.
L'església té un gran portal d'entrada cobert amb un atri o rebedor. El portal, de grans dimensions està datat de 1759 i té una gran llinda formada per tres blocs de pedra. La façana conté una obertura d'òcul i una decoració de lesenes esglaonades i angulars (16). El campanar és de planta quadrada i decoració també lesenada i d'arcs apuntats. La teulada és de teula vidriada i pintada. Acaba amb un llarg pinacle de base octogonal i una creu.
Adossat a la dreta de la capella hi ha la casa de Nicolau Font, l'actual restaurant. És un edifici de planta rectangular, format per tres parts o seccions, amb les obertures en forma d'arc de mig punt motllurades. A la planta baixa hi ha sis obertures o arcades de gran mida. A les zones de llinda de les arcades, en unes estructures de ferro forjat, hi ha les inicials de Nicolau Font (NF) i la data de construcció (1890). Al primer pis hi ha 12 finestres, dues per cadascuna de les obertures del pis inferior. A la segona planta hi ha també 12 finestres, encara que de mida molt més petita. Dalt hi ha una terrassa amb una part de balustres a la secció central de l'edifici.
Adossat a la part esquerra de la capella hi ha l'asil de Sant Pere del Bosc, construït posteriorment a la casa anterior. Segueix la mateixa disposició que l'anterior edifici, però la part dreta l'ocupa el campanar i, per tant, no hi ha les mateixes obertures i la part de l'esquerra culmina amb una torreta de teulada de quatre vessants. A la planta baixa també hi ha, a les arcades amb estructura de ferro, la data de construcció, en aquest cas 1921. Els ràfecs estan formats per sis nivells de motllures. A part d'aquest sector i del Monument a Nicolau Font, hi ha tres edificis més al voltant de la casa principal, dues cases de planta rectangular i una mena de torreta que sembla un dipòsit o torre d'aigua.

## Història

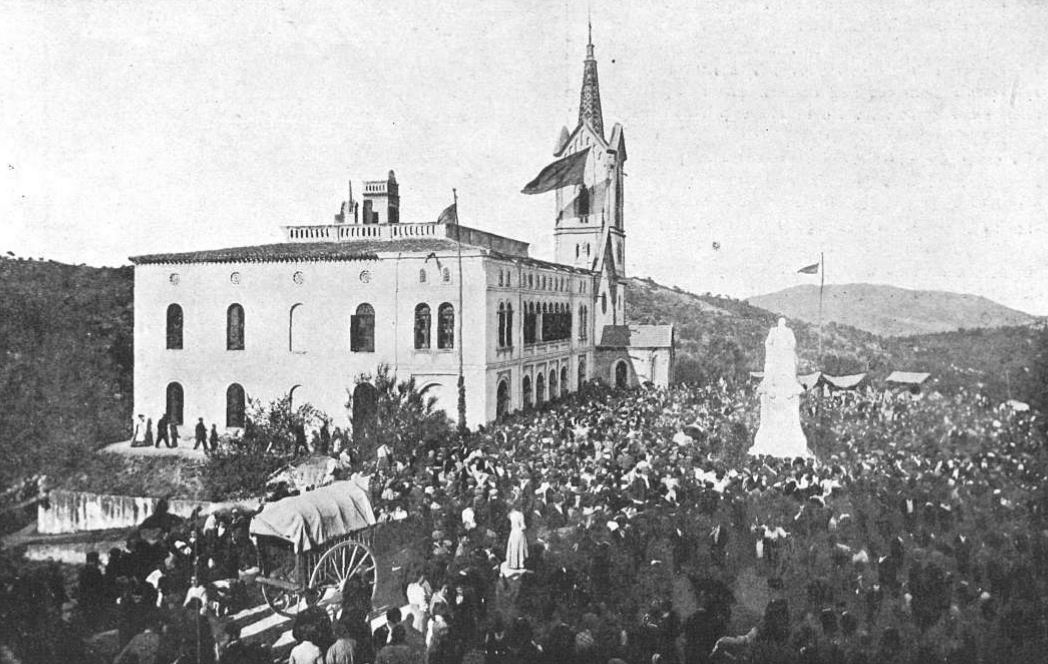
Inauguració del monument a Nicolau Font i Maig el 1911

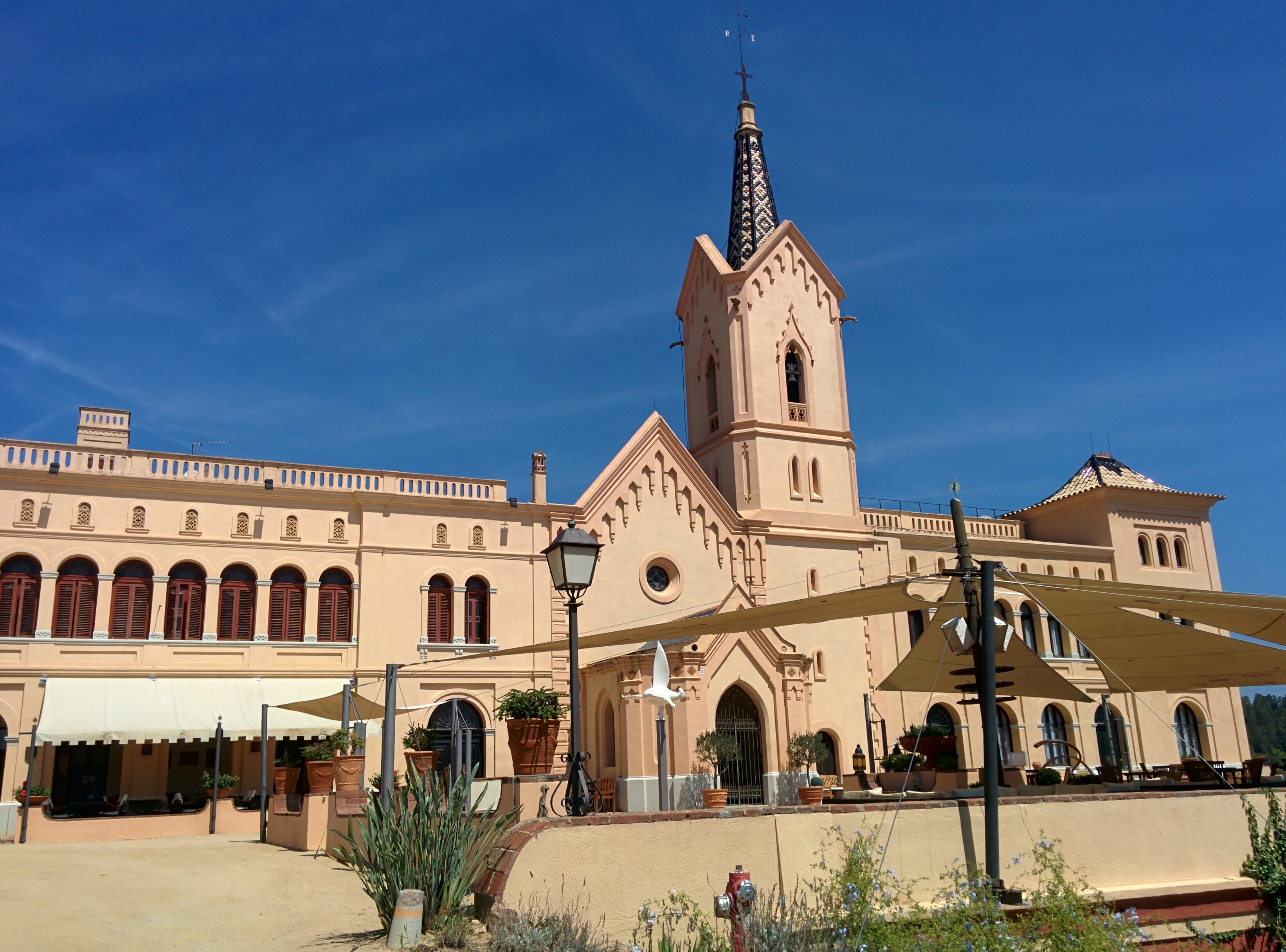

Existeix la hipòtesi que originalment fos una ermita, documentada des del segle xi (1079) amb el nom de Sant Pere Cercada. Malgrat tot documentat des del segle xiv amb el nom de Sant Pere Salou. Fou la seu d'una comunitat d'ermitans benedictins fins a l'any 1694, quan es van fusionar amb la comunitat de Sant Pere de Galligants (Girona), després de les destrosses ocasionades amb motiu dels atacs de les tropes franceses. El 1759 es va reconstruir seguint l'estil barroc. L'església d'aquest lloc, amb el temps, estigué dedicada a Sant Pere i a Santa Maria de Gràcia.
Després de la desamortització fou comprat el 1860 per Agustí Font i Surís, alcalde de Lloret. Ho comprà al preu de 200.000 rals i en nom del seu cosí, Nicolau Font i Maig (1830-1908), que hi fundà una segona residència al seu gust i, posteriorment, un asil per a la gent gran que finalment va funcionar a l'Hospital dels pobres de Lloret. Nicolau Font és l'indià més representatiu de Lloret de Mar. Va marxar a Jaruco (Cuba), on un oncle seu ja feia temps que havia fet fortuna. No fou com la majoria d'indians, que van marxar per voluntat pròpia i per cercar fortuna, sinó que va marxar amb el negoci assegurat. Quan va tornar es va fer una casa luxosa, feu donatius per obres benèfiques i es feu construir un panteó exuberant. Des de Jaruco va comprar la finca de Sant Pere del Bosc, afectada per la desamortització, i quan va tornar a Lloret va reformar i reconstruir l'antic monestir.
De camí a Sant Pere del Bosc trobem la capella-oratori de la Mare de Déu de Gràcia i la Creu de Sant Pere del Bosc, ambdues projectades per Josep Puig i Cadafalch. Abans d'entrar a la finca de Sant Pere del Bosc, prop de la urbanització anomenada "Condado de Jaruco", hi ha el Monument de l'Àngel en record a Jacint Verdaguer, que durant una temporada visqué a Sant Pere del Bosc i reescrigué els goigs de la Mare de Déu de Gràcia.
La inauguració del recinte, junt amb la creu de terme i l'oratori de la Mare de Déu de Gràcia, fou el primer de maig de 1898. Va incloure la renovació de l'orgue barroc, la participació de l'organista i músic gironí Càndid Candi, la inauguració del penó de Sant Jordi d'Enric Monserdà, del càntic a la creu de Jacint Verdaguer i l'assistència del canonge de Vic. La coral de la parròquia de Sant Jaume de Barcelona.
Un dels seus hereus de Nicolau Font, Agustí Cabanes, va fer aixecar un asil al costat de Sant Pere i un monument en homenatge a Nicolau Font, probablement construït per Bonaventura Conill i Montobbio (1876-1946). L'asil, a la part esquerra de l'església, fou començat a construir el 1918 i es va inaugurar el 27 d'agost de 1922. Durant la Guerra Civil es va cremar el retaule barroc i després l'asil es va traslladar a Lloret, ja als anys 80 del segle xx.
Per a l'interior de la capella, Font va encarregar diverses obres realitzades per Enric Monserdà i Vidal. Dins de Sant Pere s'hi conserva un panteó-cripta de marbre i malaquita on descansa Nicolau Font.
Segons l'estudi de Mn. Josep Maria Marquès, el 1172 Berenguer de Llorà, després de fer llegats a Sant Romà i Sant Joan de Lloret, en fa un a Sant Pere "de Alodio". Entre 1439-1481 es dona una llicència de demanar caritat per Sant Pere del Bosc. El 1444 el bisbe, desitjós de fomentar el culte a l'ermita, autoritza els clergues a dir-hi les misses que haurien de celebrar a la parroquial; el permís val també per un altar de la Mare de Déu, recentment construït a Sant Pere. El 1482 Jordi Sarriera, canonge de la seu i rector de Lloret, i Antoni Amigó, ermità de Santa Maria de Gràcia i Sant Pere del Bosc, fan concòrdia sobre les ofrenes fetes a la capella. Aquest ermità Amigó s'hi estigué almenys fins al 1491. L'advocació de Santa Maria de Gràcia s'afegeix el 1471 i el 1481 ja és la principal. Finalment, el 1604; rep llicència de vendre vi i altres comestibles a l'ermita, atesa la falta d'ermità. Aquest mateix any hi ha uns capítols dels jurats de Lloret amb Joan Cerebrasch, originari de Navarra, per fer d'ermità.